# Monteiro Lobato (São Paulo)
 (septembre 2024).
Pour les articles homonymes, voir Lobato et Monteiro Lobato.
Monteiro Lobato est une municipalité brésilienne de l'État de São Paulo et la Microrégion de Campos do Jordão.